# Coin Locker Girl
Coin Locker Girl (en hangul, 차이나타운; literalmente, «Barrio chino») es una película surcoreana del año 2015, escrita y dirigida por Han Jun-hee. Protagonizada por Kim Hye-soo, Kim Go-eun, Uhm Tae-goo, Park Bo-gum y Go Kyung Pyo. Fue seleccionada para exhibirse durante la semana de crítica internacional en la sección del Festival de cine de Cannes 2015.

## Sinopsis
Una bebé es encontrada abandonada dentro de un casillero del ala oeste de la estación de trenes en Seúl en 1996. Un apostador la toma y la llama Il-young (Kim Go-eun), al cumplir 10 años Il-young es llevada por un detective corrupto que la vende a una mujer a la cual simplemente llaman Madre (Kim Hye-soo) como parte del pago de su préstamo. Madre es la jefa de un grupo de traficantes de órganos y usureros en la escena criminal del barrio chino en Incheon; y ha mantenido su posición de poder por ser desapasionada y fría,  manteniendo junto a ella solo a aquellos que le son útiles. Madre decidió criar a aquella niña después de notar su fortaleza e inteligencia, eventualmente la niña creció y se convirtió en cobradora de deudas dentro de la organización. Un día, Il-young recibe la tarea de cobrar la deuda a Suk-hyun (Park Bo-gum), el hijo de un deudor. Después de unos pocos días de visitarlo para cobrar la deuda Il-young esta confundida por ese chico que no le tiene miedo y siempre es amable y gentil con ella a pesar de la situación, provocando en Il-young sentimientos especiales hacia él. Pero cuando el padre de Suk-hyun escapa para evitar la deuda Madre ordena asesinar a Suk-hyun. Il-young es incapaz de cumplir esa orden y toma una decisión, ahora ella debe escapar de la única familia que ha conocido.

## Elenco

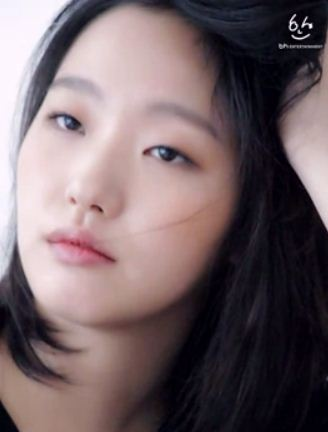
Go-eun como Ma Il-young

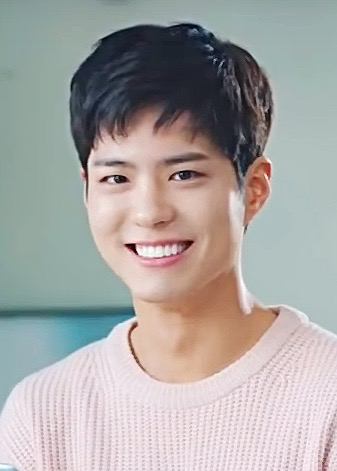
Bo-gum como Park Seok-hyun

### Principal
- Kim Hye-soo como Ma Woo-hee / Madre.
- Kim Go-eun como Ma Il-young.
- Uhm Tae-goo como Woo Gon.
- Park Bo-gum como Park Seok-hyun.
- Go Kyung-pyo como Chi-do.
- Lee Soo-kyung como Ssong.
- Lee Dae-yeon como Dr. Ahn

### Reparto
- Jo Hyun-chul como Hong-joo.
- Jo Bok-rae como Detective Tak.
- Jung Suk-yong como sr. Woo
- Baek Soo-jang como número 2.
- Lee Jang-won como Chubby.
- Oh Dae-hwan como Bruiser.[6]
- Lee Sang-hee como esposa de Bruiser.
- Kim Su-an como Il-young (joven).
- Park Ji-bo como Ssong (joven).
- Wi Ha-joon como Woo-gon (joven).
- So Sang-seop como Hong-joo (joven).
- Ki Guk-seo como hombre de uniforme.
- Gi Ju-bong como hombre de traje.
- Ahn Jae-hong como un oficial de la policía.
- Bae Yoo-ram como policía local 1.

## Premios y nominaciones
| Año  | Premio                                             | Categoría                                             | Nominado         | Resultado | Ref.              |
| ---- | -------------------------------------------------- | ----------------------------------------------------- | ---------------- | --------- | ----------------- |
| 2015 | 19th Bucheon International Fantastic Film Festival | Premio del jurado (Bucheon Choice: Feature category)  | Coin Locker Girl | Ganador   | [ 7 ] [ 8 ] [ 9 ] |
| 2015 | 45th Giffoni Film Festival                         | Premio Gryphon mejor película (Generador 18+ sección) | Coin Locker Girl | Ganador   | [ 7 ] [ 8 ] [ 9 ] |
| 2015 | 45th Giffoni Film Festival                         | British Film Institute Certificate                    | Coin Locker Girl | Ganador   | [ 7 ] [ 8 ] [ 9 ] |
| 2015 | 24th Buil Film Awards                              | Mejor Actriz                                          | Kim Hye-soo      | Nominada  |                   |
| 2015 | 24th Buil Film Awards                              | Mejor Actriz                                          | Kim Go-eun       | Nominada  |                   |
| 2015 | 24th Buil Film Awards                              | Mejor actor de reparto                                | Uhm Tae-goo      | Nominado  |                   |
| 2015 | 24th Buil Film Awards                              | Mejor director nuevo                                  | Han Jun-hee      | Nominado  |                   |
| 2015 | 35th Korean Association of Film Critics Awards     | Mejor actriz                                          | Kim Hye-soo      | Ganadora  | [ 10 ]            |
| 2015 | 35th Korean Association of Film Critics Awards     | Top 10 Película del año                               | Coin Locker Girl | Ganadora  | [ 10 ]            |
| 2015 | 52nd Grand Bell Awards                             | Mejor Actriz                                          | Kim Hye-soo      | Ganadora  |                   |
| 2015 | 52nd Grand Bell Awards                             | Mejor director nuevo                                  | Han Jun-hee      | Nominado  |                   |
| 2015 | 36th Blue Dragon Film Awards                       | Mejor actriz                                          | Kim Hye-soo      | Nominada  |                   |
| 2015 | 36th Blue Dragon Film Awards                       | Mejor director nuevo                                  | Han Jun-hee      | Nominado  |                   |
| 2015 | 36th Blue Dragon Film Awards                       | Mejor dirección de arte                               | Lee Mok-won      | Nominado  |                   |
| 2016 | 11th Max Movie Awards                              | Premio estrella en ascenso                            | Park Bo-gum      | Ganador   | [ 11 ]            |
| 2016 | 10th Asian Film Awards                             | Mejor actriz                                          | Kim Hye-soo      | Ganadora  |                   |
| 2016 | 52nd Baeksang Arts Awards                          | Mejor actriz (Película)                               | Kim Hye-soo      | Nominada  |                   |
| 2016 | 52nd Baeksang Arts Awards                          | Mejor actor de reparto (Película)                     | Uhm Tae-goo      | Nominado  |                   |
| 2016 | 52nd Baeksang Arts Awards                          | Mejor Actor nuevo (Película)                          | Go Kyung-pyo     | Nominado  |                   |
| 2016 | 52nd Baeksang Arts Awards                          | Mejor Actor nuevo (Película)                          | Park Bo-gum      | Nominado  |                   |
| 2016 | 52nd Baeksang Arts Awards                          | Mejor Director nuevo (Película)                       | Han Jun-hee      | Ganador   |                   |